# Tranvia San Bonifacio-Lonigo-Cologna Veneta
La tranvia San Bonifacio-Lonigo-Cologna Veneta era una linea tranviaria interurbana del Veneto, in esercizio dal 1882 al 1937. La stessa era completata dalla breve diramazione Lonigo Stazione-Lonigo San Giovanni, convertita poi in ferrovia e soppressa definitivamente nel 1965.

## Storia
Già nel 1881 era stata attivata una tranvia a vapore Verona-Caldiero San Bonifacio, realizzata dalla Società Anonima dei tramways a vapore delle provincie di Verona e Vicenza (TVV) per conto dei concessionari G. B. Alessi e V. Grondona di Milano. Nel 1882 tale servizio fu prolungato di 9 km fino a Lonigo e pochi mesi dopo per ulteriori 17 km fino a Cologna Veneta, contestualmente all'apertura al servizio della diramazione in sede propria fra Lonigo e la stazione SFAI, che distava circa 6 km dall'abitato.
Con i decreti ministeriali n. 17112/1272, del 10 marzo 1881 e n. 28178.905 dell'11 aprile 1882 fu dunque autorizzata tale società "ad esercitare con trazione a vapore, rispettivamente, le tranvie San Bonifacio-Lonigo e Lonigo-Cologna Veneta".
All'indomani della prima guerra mondiale un periodo di pesanti scioperi colpì la TVV, che si vide costretta a cedere alla deputazione provinciale l'esercizio della tranvia, operazione sancita con decreto prefettizio n. 2936 del 2 aprile 1919, segnando di fatto l'uscita di scena della società: l'esercizio era formalmente svolto per conto della società concessionaria fino al 1924, anno in cui la concessione stessa passò alla neocostituita azienda provinciale. Nel 1923, frattanto la trazione a vapore aveva potuto essere sostituita grazie all'immissione in servizio di nuove elettromotrici ad accumulatori.
La gestione del complesso di linee ferrotranviarie in gestione alla Provincia risultava alquanto eterogenea, sia per il materiale impiegato sia per la situazione delle singole concessioni. La gestione pubblica fu contrassegnata da un crescente passivo che portò, nel 1935, alla decisione di subconcedere all'industria privata l'esercizio dell'intera rete che fu dunque affidato alla Società Anonima Esercizi Riuniti (SAER), società già attiva nel settore. Quest'ultima, in conseguenza del passivo registrato dai servizi oltre San Bonifacio, optò per la loro sostituzione con un'autolinea sostitutiva che richiese l'impiego in origine di quattro autobus di costruzione FIAT.

## Caratteristiche
In complesso la lunghezza delle linee ammontava a 22,9 km.
La tratta San Bonifacio-Lonigo-Cologna Veneta, con la diramazione Lonigo Città-Lonigo Stazione FS (Locara) era quella che registrava il minor volume di traffico della rete. Tre coppie di treni viaggiatori/giorno e qualche convoglio merci fino al 1923 l'introduzione delle elettromotrici ad accumulatori, costruite dalla Rognini e Balbo di Milano consentì la sostituzione della trazione a vapore e l'aumento dei treni.
A ogni corsa potevano essere agganciati all'elettromotrice uno o due vagoni merci. Le partenze da Porta Vescovo per Lonigo per Cologna Veneta, per una percorrenza di circa 40 km, vennero dunque strutturate su 6 corse al giorno, cui se ne aggiungevano 11 fino a San Bonifacio e 13 a Caldiero.

### Percorso
|  |  |  | Continuation backward | Unused urban continuation backward |

|  |  |  | Straight track | Unknown route-map component "uexBHF" |

|  |  |  |  | Straight track | Unknown route-map component "uexABZgl" | Unknown route-map component "uexCONTfq" |

|  |  | Unknown route-map component "uexSTR+l" | Unknown route-map component "emKRZ" | Unknown route-map component "uexSTRr" |

|  | Unknown route-map component "uexBHF" | Station on track |

|  | Unused straight waterway | Continuation forward |

|  |  | Unknown route-map component "uexHST" |

|  |  | Unknown route-map component "uexHST" |

|  |  | Unknown route-map component "uexHST" |

|  |  | Unknown route-map component "exABZmg+l" | Unknown route-map component "exCONTfq" |  |

| Unknown route-map component "exSTR" + Unknown route-map component "uexlBHF" |

|  |  | Unknown route-map component "exHST" |

|  |  | Unknown route-map component "exmBHFe" |

|  |  | Unknown route-map component "uexHST" |

|  |  | Unknown route-map component "uexHST" |

|  |  | Unknown route-map component "uexHST" |

|  |  | Unknown route-map component "uexHST" |

|  |  | Unknown route-map component "uexKBHFe" |

| Unknown route-map component "exCONTgq" | Unknown route-map component "exBHFq" | Unknown route-map component "exCONTfq" |

Partito da San Bonifacio, il binario si manteneva su una sede stradale dell'attuale SP 38, prevalentemente rettilinea, rimanendo separato dalla carreggiata carrabile tramite cordolo marciatram. Superato l'abitato di Lobbia Vicentina raggiungeva il territorio di Lonigo, dove incontrava il binario proveniente dalla stazione ferroviaria in località San Giovanni, dove effettuava fermata.
Serviti il centro e l'ippodromo cittadino, il tram seguiva la strada provinciale, poi strada statale 500 di Lonigo, attraversando dunque Bagnolo e Zimella per concludere il viaggio a Cologna Veneta. In quest'ultima località la stazione tranviaria sorgeva molto più a nord rispetto a quella ferroviaria, posta sulla cessata ferrovia Treviso-Ostiglia e attivata il 19 aprile 1925.

## Diramazione per Lonigo Stazione
La breve diramazione Lonigo-Lonigo Città, lunga circa 4 km, era stata concepita per compensare la relativa distanza della stazione ferroviaria SFAI sulla Milano-Venezia.
L'immissione in servizio delle automotrici ad accumulatori consentì di istituire a Lonigo un vero e proprio servizio urbano sulla tratta Lonigo Stazione-Lonigo Tram (già Lonigo San Giovanni-Piazza Cavalli-Ippodromo).
All'indomani della sua soppressione, avvenuta il 1º novembre 1937, e dell'istituzione dell'autoservizio gestito dall'impresa Guido Mizzon, il Comune di Lonigo riscattò il tratto di sua pertinenza col preciso intento di riattivarne l'esercizio. A causa dello scoppio della guerra questo poté avvenire soltanto nel 1949 a cura delle Ferrovie dello Stato con la costituzione della ferrovia Lonigo-Lonigo Città sul tratto Lonigo-Stazione Zona industriale (4,1 km) cui si aggiunse l'anno successivo il breve prolungamento Zona industriale-Lonigo Città, di 0,8 km.

## Materiale rotabile

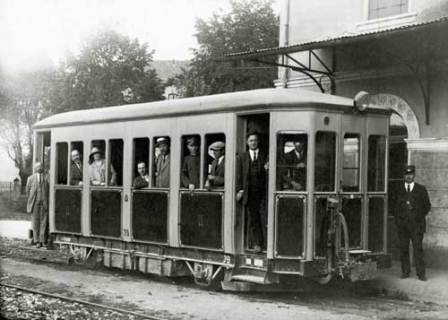
Automotrice A79 (foto ufficiale della corsa di prova)

Peculiarità di questa linea e della sua breve diramazione fu l'uso, in sostituzione della trazione a vapore con cui venne inaugurato il servizio, di elettromotrici ad accumulatori.
Il 23 giugno 1923 presero infatti regolare servizio tre veicoli ricavati dalla riconversione di altrettante rimorchiate a cura della società Rognini & Balbo, allora specializzata in questo sistema di trazione. Ciascun veicolo, dalla capacità di 32 posti a sedere (54 totali), sviluppava una potenza del modesto valore di 22 kW, peraltro sufficiente stanti le caratteristiche sostanzialmente pianeggianti della tranvia (la pendenza massima del 35 per mille era raggiunta solo in corrispondenza delle livellette di accesso a due ponti).
Immatricolate come A75÷A79, tali elettromotrici raggiungevano una velocità massima di 31 km/h e possedevano un'autonomia di 150 km, agevolata dalla presenza di un quarto pacco di batterie rispetto ai 3 montati, mantenuto sotto carica ad uno dei capilinea, che costituiva la necessaria riserva; talora ciascuna motrice poteva trainare una rimorchiata. Alla chiusura della linea per Cologna vennero trasferite sulla ferrovia Verona-Caprino-Garda.